# Copa Goiás de Base
A Copa Goiás é um torneio de base no Estado de Goiás, que é realizado no segundo semestre e organizado pela Federação Goiana de Futebol. Atualmente o torneio é disputado nas categorias Sub-15, Sub-17 e Sub-20.
Desde o início, a Copa Goiás é dominada pelos times da capital, principalmente Goiás e Vila Nova. Porém, uma vez ou outra aparece alguma surpresa no interior ou até mesmo de times de base de Goiânia.
Logo abaixo estão as listas de campeões de todas as categorias ano por ano.

## SUB-20
| Edição | Ano  | Campeão             | Vice-campeão                     |
| ------ | ---- | ------------------- | -------------------------------- |
| 1ª     | 2003 | Goiás (Goiânia)     | CRET (Minaçu)                    |
| 2ª     | 2004 | Vila Nova (Goiânia) | Goiás (Goiânia)                  |
| 3ª     | 2005 | Goiás (Goiânia)     | Ceres (Ceres)                    |
| 4ª     | 2006 | Goiás (Goiânia)     | Atlético (Goiânia)               |
| 5ª     | 2007 | Goiás (Goiânia)     | Vila Nova (Goiânia)              |
| 6ª     | 2008 | Goiás (Goiânia)     | Vila Nova (Goiânia)              |
| 7ª     | 2009 | Atlético (Goiânia)  | ASSEV (Paraúna)                  |
| 8ª     | 2010 | Goiás (Goiânia)     | Vila Nova (Goiânia)              |
| 9ª     | 2011 | Goiás (Goiânia)     | Vila Nova (Goiânia)              |
| 10ª    | 2012 | Goiás (Goiânia)     | Atlético (Goiânia)               |
| 11ª    | 2013 | Goiás (Goiânia)     | Vila Nova (Goiânia)              |
| 12ª    | 2014 | Goiás (Goiânia)     | Goiânia (Goiânia)                |
| 13ª    | 2015 | Vila Nova (Goiânia) | Trindade (Trindade)              |
| 14ª    | 2016 | Vila Nova (Goiânia) | Goiás (Goiânia)                  |
| 15ª    | 2017 | Vila Nova (Goiânia) | Trindade (Trindade)              |
| 16ª    | 2018 | Goiás (Goiânia)     | Atlético (Goiânia)               |
| 17ª    | 2019 | Goiás (Goiânia)     | Aparecida (Aparecida de Goiânia) |

## SUB-20 - 2ª DIVISÃO
| Edição | Ano  | Campeão                 | Vice-campeão             |
| ------ | ---- | ----------------------- | ------------------------ |
| 1ª     | 2017 | Anápolis (Anápolis)     | Raça (Goiânia)           |
| 2ª     | 2018 | Olímpio (Caldas Novas)  | Jardim América (Goiânia) |
| 3ª     | 2019 | União Inhumas (Inhumas) | Itumbiara (Itumbiara)    |

## SUB-17
| Edição | Ano  | Campeão             | Vice-campeão                        |
| ------ | ---- | ------------------- | ----------------------------------- |
| 1ª     | 2003 | Vila Nova (Goiânia) | Atlético (Goiânia)                  |
| 2ª     | 2004 | Vila Nova (Goiânia) | Atlético (Goiânia)                  |
| 3ª     | 2005 | Atlético (Goiânia)  | Goiás (Goiânia)                     |
| 4ª     | 2006 | Vila Nova (Goiânia) | Goiás (Goiânia)                     |
| 5ª     | 2010 | Goiás (Goiânia)     | Vila Nova (Goiânia)                 |
| 6ª     | 2013 | Vila Nova (Goiânia) | Goiás (Goiânia)                     |
| 7ª     | 2014 | Vila Nova (Goiânia) | Goiás (Goiânia)                     |
| 8ª     | 2015 | Goiás (Goiânia)     | Trindade (Trindade)                 |
| 9ª     | 2016 | Vila Nova (Goiânia) | São Luiz (São Luís de Montes Belos) |
| 10ª    | 2017 | Vila Nova (Goiânia) | Goiás (Goiânia)                     |
| 11ª    | 2018 | Goiás (Goiânia)     | Atlético (Goiânia)                  |
| 12ª    | 2019 | Trindade (Trindade) | Atlético (Goiânia)                  |

- 2007, 2008, 2009, 2011 e 2012 não fez parte do calendário de disputa da FGF.

## SUB-17 - 2ª DIVISÃO
| Edição | Ano  | Campeão                 | Vice-campeão              |
| ------ | ---- | ----------------------- | ------------------------- |
| 1ª     | 2017 | Independente (Anápolis) | Jardim América (Goiânia)  |
| 2ª     | 2018 | Flugoiânia (Goiânia)    | União (Inhumas)           |
| 3ª     | 2019 | Itumbiara (Itumbiara)   | Belavistense (Bela Vista) |

## SUB-18
| Edição | Ano  | Campeão         | Vice-campeão                  |
| ------ | ---- | --------------- | ----------------------------- |
| 1ª     | 2013 | Goiás (Goiânia) | Vila Nova (Goiânia)           |
| 2ª     | 2010 | Goiás (Goiânia) | Morrinhos (Morrinhos (Goiás)) |
| 3ª     | 2011 | Goiás (Goiânia) | Morrinhos (Morrinhos)         |
| 4ª     | 2012 | CRAC (Catalão)  | Campinas (Goiânia)            |
| 5ª     | 2013 | Goiás (Goiânia) | Vila Nova (Goiânia)           |

## SUB-16
| Edição | Ano  | Campeão             | Vice-campeão    |
| ------ | ---- | ------------------- | --------------- |
| 1ª     | 2009 | Vila Nova (Goiânia) | Vasco (Goiânia) |
| 2ª     | 2011 | Campinas (Goiânia)  | Goiás (Goiânia) |
| 3ª     | 2012 | Vila Nova (Goiânia) | Goiás (Goiânia) |

## SUB-15
| Edição | Ano  | Campeão                  | Vice-campeão                        |
| ------ | ---- | ------------------------ | ----------------------------------- |
| 1ª     | 2003 | Goiás (Goiânia)          | Atlético (Goiânia)                  |
| 2ª     | 2004 | Atlético (Goiânia)       | Ovel (Goiânia)                      |
| 3ª     | 2005 | Goiás (Goiânia)          | Vila Nova (Goiânia)                 |
| 4ª     | 2006 | Goiás (Goiânia)          | Vila Nova (Goiânia)                 |
| 5ª     | 2007 | Goiás (Goiânia)          | Vila Nova (Goiânia)                 |
| 6ª     | 2010 | Vila Nova (Goiânia)      | Goiás (Goiânia)                     |
| 7ª     | 2011 | Vila Nova (Goiânia)      | Goiás (Goiânia)                     |
| 8ª     | 2012 | Vila Nova (Goiânia)      | Ovel (Goiânia)                      |
| 9ª     | 2013 | Goiás (Goiânia)          | Jardim América (Goiânia)            |
| 10ª    | 2014 | Jardim América (Goiânia) | Vila Nova (Goiânia)                 |
| 11ª    | 2015 | Vila Nova (Goiânia)      | Campinas (Goiânia)                  |
| 12ª    | 2016 | Atlético (Goiânia)       | Campinas (Goiânia)                  |
| 13ª    | 2017 | Goiás (Goiânia)          | Vila Nova (Goiânia)                 |
| 14ª    | 2018 | Goiás (Goiânia)          | Atlético (Goiânia)                  |
| 15ª    | 2019 | Goiás (Goiânia)          | Aparecidense (Aparecida de Goiânia) |

## SUB-14
| Edição | Ano  | Campeão         | Vice-campeão       |
| ------ | ---- | --------------- | ------------------ |
| 1ª     | 2009 | Goiás (Goiânia) | Atlético (Goiânia) |

## SUB-13
| Edição | Ano  | Campeão            | Vice-campeão                     |
| ------ | ---- | ------------------ | -------------------------------- |
| 1ª     | 2003 | Goiás (Goiânia)    | Ovel (Goiânia)                   |
| 2ª     | 2004 | Goiás (Goiânia)    | Vila Nova (Goiânia)              |
| 3ª     | 2005 | Goiás (Goiânia)    | Anápolis (Anápolis)              |
| 4ª     | 2006 | Goiás (Goiânia)    | Vila Nova (Goiânia)              |
| 5ª     | 2007 | Goiás (Goiânia)    | FAMI (Inhumas)                   |
| 6ª     | 2010 | Atlético (Goiânia) | Aparecida (Aparecida de Goiânia) |
| 7ª     | 2014 | Goiás (Goiânia)    | Campinas (Goiânia)               |
| 8ª     | 2015 | Goiás (Goiânia)    | Caldas (Caldas Novas)            |
| 9ª     | 2019 | Atlético (Goiânia) | Goiás (Goiânia)                  |

## SUB-12
| Edição | Ano  | Campeão         | Vice-campeão       |
| ------ | ---- | --------------- | ------------------ |
| 1ª     | 2009 | Goiás (Goiânia) | Atlético (Goiânia) |

1. ↑  http://fgf.esp.br/230589-noticia-atletico-e-campeao-da-copa-goias-sub15-de-2016
2. ↑  http://fgf.esp.br/183869-noticia-goias-e-campeao-invicto-da-taca-mane-garrincha-sub17
3. ↑  http://fgf.esp.br/230613-noticia-vila-nova-sagrase-bicampeao-da-copa-goias-sub20